# Mirza Teletović
Mirza Teletović (Mostar, 17 settembre 1985) è un cestista e dirigente sportivo bosniaco.

## Biografia
Nato e cresciuto a Mostar in Bosnia ed Erzegovina, Teletović è di etnia bosgnacca visse nella città anche durante la guerra negli anni '90, in cui la città di Mostar fu teatro di bombardamenti e di morte oltre che di un assedio di 18 mesi; in seguito Teletović dichiarò sui fatti:
(Mirza Teletović)
Nonostante giocasse a basket già da piccolo, praticò calcio, kickboxing e karate, prima di dedicarsi completamente alla pallacanestro.
Teletović è di religione musulmana.

## Caratteristiche tecniche
Era un'ala grande di 206 cm specialista nel tiro da tre punti. Nonostante i ruoli differenti occupati dai due in campo, si è ispirato al cestista croato Dražen Petrović.

## Carriera

### Europa (2002-2012)

#### Sloboda Tuzla (2002-2004)
Debuttò nella pallacanestro professionistica con la maglia dello Sloboda Tuzla nella stagione 2002-2003, in cui ebbe una media di 7,2 punti e 2,7 rimbalzi a partita. Nella sua seconda stagione invece tenne di media di 26,4 punti e 6,6 rimbalzi in più di 17 partite in Super liga.

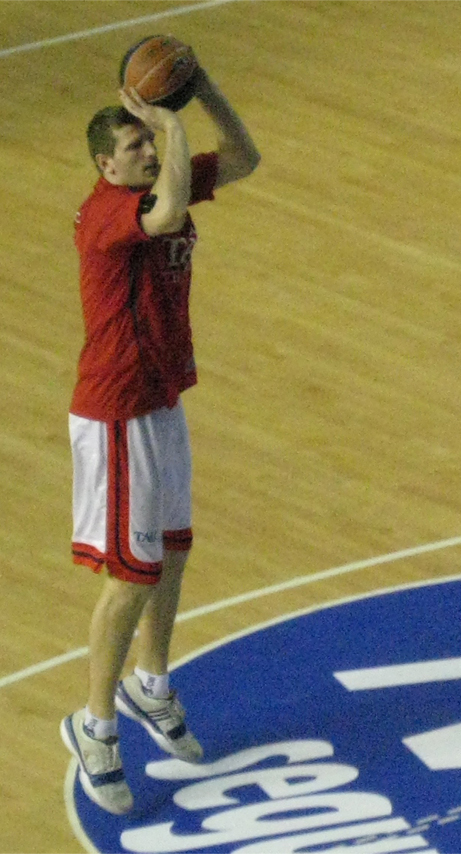
Teletović in allenamento nel 2008

#### Ostenda (2004-2006)
Nel 2004 venne ingaggiato dall'Ostenda, con la maglia del quale disputò due stagioni. Tenne di media di 6,7 punti e 2 rimbalzi in ULEB Cup, mentre in campionato tenne di media 9,9 punti e 5 rimbalzi al primo anno e 11,2 punti e 4,7 rimbalzi a partita, contribuendo così al successo finale della squadra.

#### Saski Baskonia (2006-2012)
Nel 2006 venne ingaggiato dal Saski Baskonia, club militante in Liga ACB e in Eurolega. Debutta con la nuova maglia il 1º ottobre 2006, nella vittoria per 95-94 contro il Valencia segnando 2 punti. In Eurolega ebbe di media 5,3 punti e 2,8 rimbalzi a partita, e a fine anno vinse la Supercoppa di Spagna.
A fine anno si dichiarò eleggibile per il Draft NBA 2007, ma non venne selezionato. Nelle stagioni successive venne promosso a titolare della squadra spagnola, venendo in seguito nominato capitano e diventando una colonna portante della squadra. Il secondo anno vinse la sua seconda supercoppa, il suo primo campionato spagnolo, e a fine anno venne nominato Giocatore rivelazione della Liga ACB da lui vinta con il Baskonia.
L'anno successivo venne nominato MVP di Copa del Rey, vinta dalla squadra basca.
Rivinse il Campionato Spagnolo con il Baskonia nel 2009-2010 In 10 partite di Eurolega 2011-2012 ha una media di 21,7 punti e 6 rimbalzi a partita. Il Saski Baskonia non riuscì tuttavia a qualificarsi per la fase delle Top 16. Nel giugno 2012 Teletović e il Saski Baskonia concordarono una buonuscita di 2 milioni di euro in modo che il giocatore potesse andare in NBA.

### NBA (2012-2018)

#### Brooklyn Nets (2012-2015)
Il 17 luglio 2012 si accordò con i Brooklyn Nets per un contratto triennale a 15,6 milioni di dollari. I Nets pagarono 500.000 dollari per farlo arrivare in NBA, mentre il resto lo pagò il bosniaco. In seguito firmò un contratto triennale a 9 milioni di dollari, in modo da essere classificato nella mini eccezione di medio livello del contratto collettivo. Il 5 novembre 2012 fece il suo debutto con la franchigia di Brooklyn, contro i Minnesota Timberwolves, segnando 5 punti. Il 5 gennaio 2013 mise a referto 14 punti, 6 rimbalzi e 2 stoppate contro i Sacramento Kings. Il 1º marzo 2013 P.J. Carlesimo, allenatore dei Nets annunciò di volerlo inserire nella rotazione della squadra, per potergli garantire un impiego regolare.

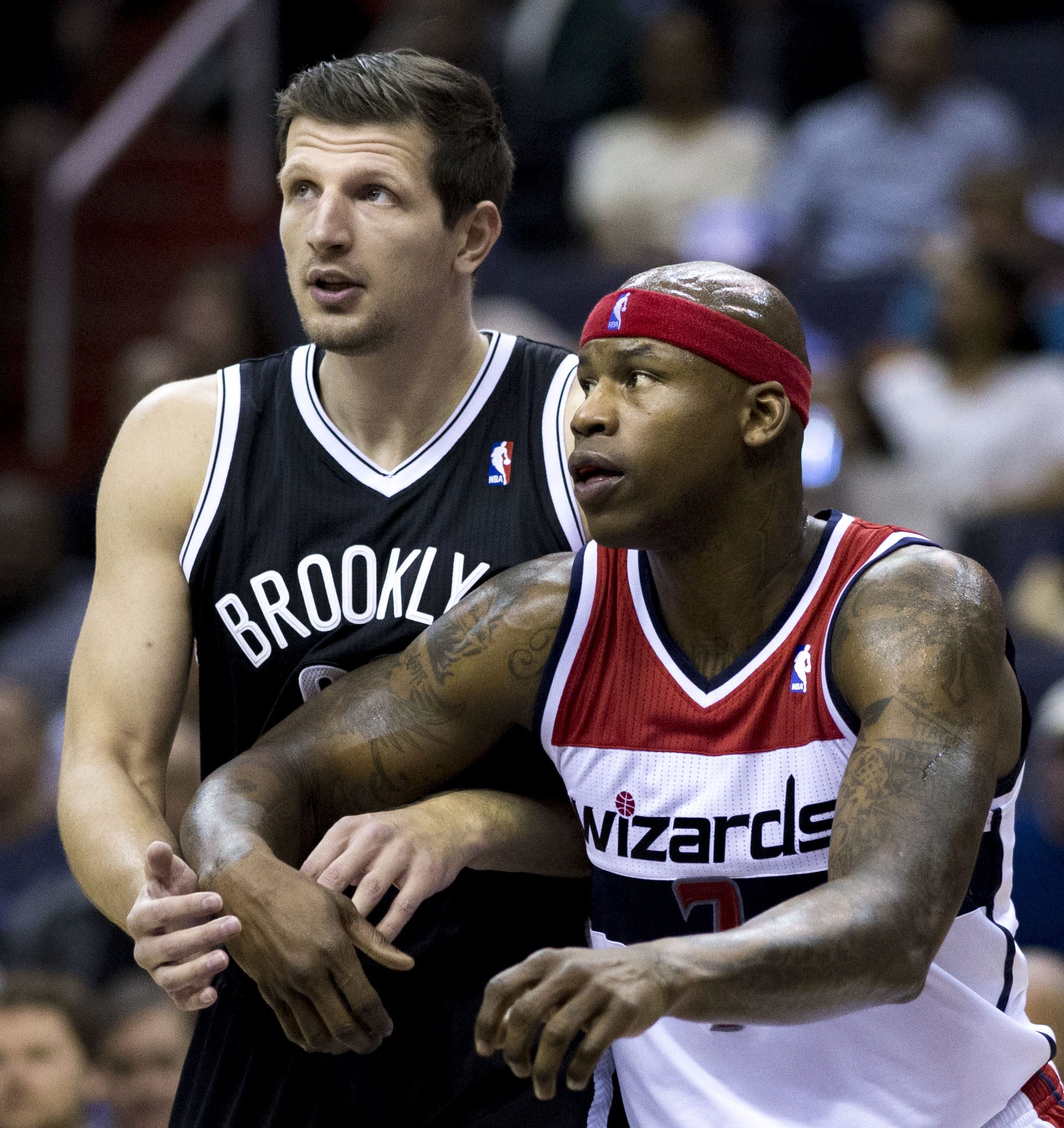
Mirza Teletović (sinistra) con la canotta dei Brooklyn Nets a contrasto con Al Harrington (destra), all'epoca dei Washington Wizards

La squadra arrivò quarta al termine nella regular season nella graduatoria finale della Eastern Conference si qualificò ai play-off dove si fermò al primo turno perdendo la serie contro i più blasonati Chicago Bulls per 4-3.
Comunque durante la regular season Teletović venne utilizzato in 53 occasioni (mai da titolare), mentre nella post-season soltanto in un'occasione (giocò 1 minuto in cui non ebbe nemmeno il tempo di segnare).
A fine stagione Carlesimo venne sollevato dall'incarico di coach per far spazio al rookie Jason Kidd (appena ritiratosi dopo 19 anni di carriera, 7 di questi proprio nei Nets che ai suoi tempi erano noti come New Jersey Nets). Nonostante ciò Teletović riuscì comunque a ritagliarsi molto spazio nelle rotazioni di quest'ultimo, seppur uscendo dalla panchina. La fiducia dell'allenatore venne ripagata dall'ala grande di Mostar, tanto che il 29 novembre 2013 realizzò 18 punti e 13 rimbalzi contro gli Houston Rockets, realizzando la prima doppia doppia della sua carriera in NBA. Il 10 gennaio 2014 nella sfida contro i Miami Heat (poi vinta dai Nets dopo un doppio overtime) Teletović, a pochi secondi dalla fine, commise un fallo sulla stella degli Heat LeBron James; il bosniaco mise il suo braccio intorno al collo di James per impedirgli di andare indisturbato a segnare 2 punti, e LeBron, dopo aver tentato di andare addosso a Teletović a fine partita sbottò sostenendo a parole che <<Il fallo di Teletovic non è stata una giocata di basket>>. Il 25 gennaio 2014 nella gara vinta in casa dai Nets per 107-106 contro i Dallas Mavericks Teletović segnò 34 punti, suo career-high in NBA.
La stagione successiva i Brooklyn Nets cambiarono nuovamente allenatore: Jason Kidd andò ad allenare i Milwaukee Bucks, e così i Nets vennero affidatI a Lionel Hollins. In più i Nets non rifirmarono Reggie Evans, con cui si divise lo spazio nel ruolo di ala grande nei 2 anni precedenti.
La stagione iniziò molto bene per il bosniaco, che raddoppiò il proprio minutaggio e arrivando ad avere il 39% di percentuale di tiro, e fornendo ottime prestazioni come quando segnò 34 punti contro i Dallas Mavericks (di cui 24 nel secondo quarto). Tuttavia il 24 gennaio 2015 si concluse bruscamente a causa di un'embolia polmonare rimediata durante la partita contro i Los Angeles Clippers (Teletović aveva avuto anche dei problemi respiratori) a seguito di un colpo al fianco che gli causò dei coaguli di sangue, che poi viaggiarono prima verso il polpaccio e successivamente nei polmoni di Teletović. Tra l'altro il due volte campione NBA Chris Bosh (che a causa della stessa diagnosi è impossibilitato dal giocare a pallacanestro) arrivò a scrivere un messaggio di cordoglio a Teletović con su scritto:
(Chris Bosh)
Tuttavia nonostante questo tornò in campo già il 23 aprile durante la gara-2 contro gli Atlanta Hawks (arrivati a sorpresa primi a est al termine della regular season davanti ai Cleveland Cavaliers di LeBron James) giocando 4 minuti e raccogliendo 2 rimbalzi.
Al termine della serie i Nets vennero eliminati dalla franchigia della Georgia per 4-2. In tutta la serie Teletović disputò 3 partite, giocando pochi minuti (5,3 di media) e senza segnare neanche un punto.

#### Phoenix Suns (2015-2016)
Alla fine del suo contratto con i Brooklyn Nets, la squadra non estese per lui la qualifying offer. A tal punto Teletović rimase free agent. Allora il 18 luglio 2015 firmò un contratto annuale da 5,5 milioni di dollari con i Phoenix Suns. Teletović con i Suns giocò in totale 79 partite, anche se solo 1 di queste nel quintetto base. Tenne comunque di media 12,2 punti a partita e segnò nell'arco dell'anno ben 181 tiri da 3 punti (su 460, tenendo quindi una media del 39,3% da 3), risultando essere il 14º giocatore ad aver segnato più tiri da 3 punti in tutta la lega, piazzandosi a fine anno davanti anche a giocatori del calibro di Isaiah Thomas (167 tiri da 3 segnati), Kyle Korver e Kevin Love (quest'ultimi totalizzarono 158 tiri da 3 segnati). Di 181 triple Teletović né segnò 179 in uscita dalla panchina stabilendo il record assoluto NBA, sorpassando le 164 che realizzò Chuck Person nella stagione 1994-1995 con i San Antonio Spurs; tuttavia questo record venne battuto l'anno seguente da Eric Gordon che nelle file degli Houston Rockets arrivò 180 triple segnate (in uscita dalla panchina) già all'inizio del mese di marzo.

A Phoenix si rese protagonista negli ultimi secondi delle partite contro Minnesota Timberwolves (in casa) e Chicago Bulls (in trasferta): nel primo caso segnò una tripla a 1 secondo dalla fine in una gara in cui segnò in totale 21 punti, nel secondo invece raccolse un rimbalzo a seguito di una tripla sbagliata dal compagno di squadra Jon Leuer per poi segnare a 3 centesimi di secondo dalla fine della gara; anche in quell'occasione il bosniaco si mostrò freddo nei minuti finali e segnò 20 punti.

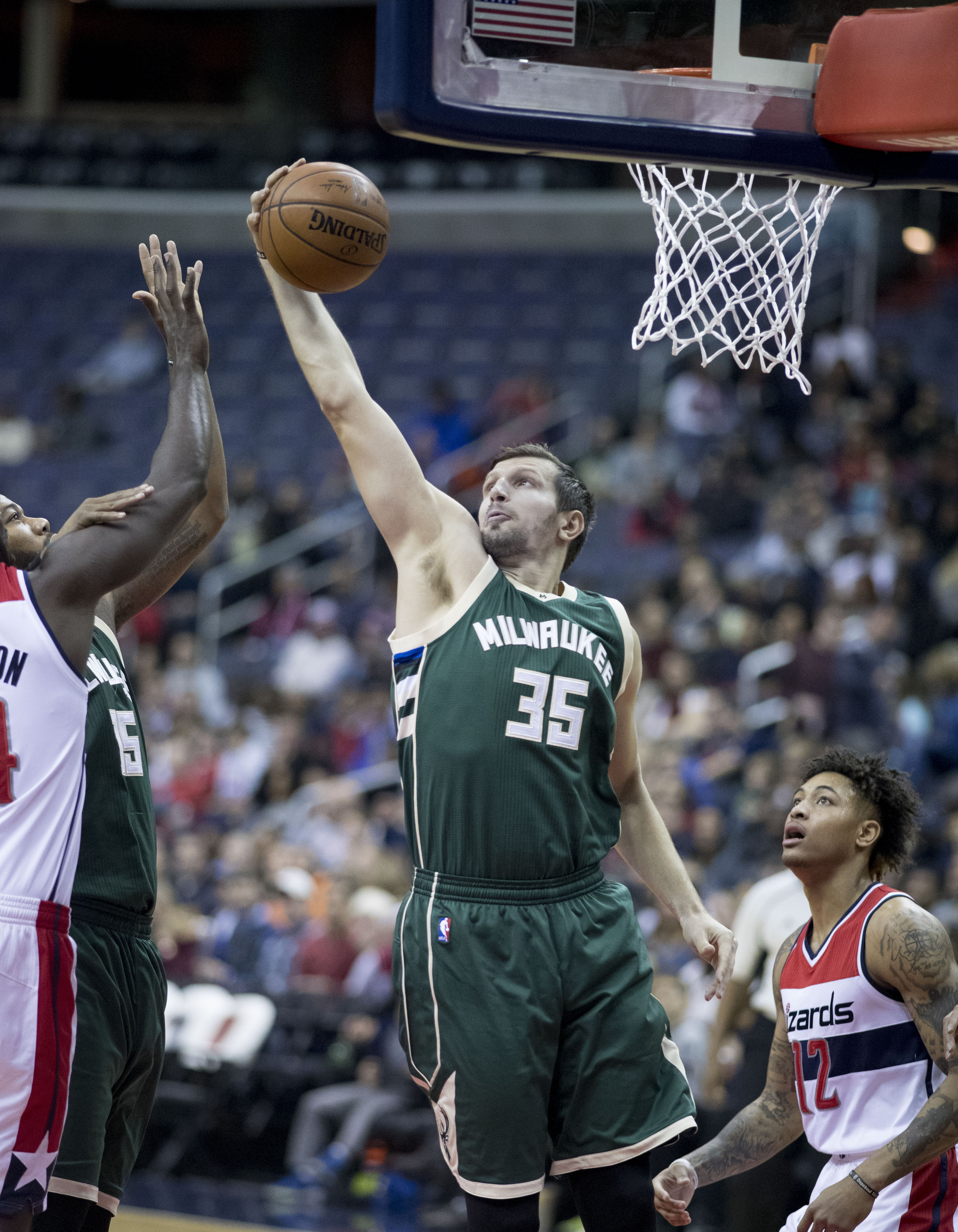
Teletović (centro) con la canotta dei Milwaukee Bucks mentre raccoglie un rimbalzo.

#### Milwaukee Bucks e ritiro anticipato (2016-2018)
Dopo non aver rinnovato il suo contratto con i Phoenix Suns, il 1º luglio 2016 firmò un contratto triennale da 30 milioni di dollari con i Milwaukee Bucks, tornando così a essere allenato da Jason Kidd (che fu il suo allenatore ai Nets nel 2013-2014). Il 6 novembre 2016, nella gara vinta 117-91 contro i Sacramento Kings segnò 22 punti (segnando 7 tiri da 3 punti, massimo per lui in carriera in un NBA).
Giocò 70 partite in stagione con 6,4 punti di media, e 3 nella serie dei playoffs contro i Toronto Raptors dove i cervi uscirono al primo turno (a gara-6) contro i Toronto Raptors, dove non riuscì a incidere tenendo di media solo il 25% come percentuale nel tiro da 3 punti tenendo 1 punto di media.
La stagione successiva fu molto travagliata per Teletović che ebbe molti problemi dovuti a una complicazione della sua embolia polmonare; dopo un infortunio al ginocchio del novembre 2017, il mese successivo venne scoperta una complicazione per la sua embolia tanto da compromettere la sua carriera.
Allora l'11 marzo 2018 il cestista bosniaco venne tagliato dai Bucks (dopo essere stato tagliato ai cervi tornò Brandon Jennings) per via dei suoi problemi di salute.
In stagione giocò complessivamente 10 partite.
Nonostante il giocatore avesse manifestato inizialmente la propria volontà di continuare a giocare, per via dei suoi problemi il 27 settembre 2018 annunciò il proprio ritiro dall'attività agonistica.
Nonostante fosse stato tagliato rimase sotto contratto coi Bucks che nel novembre 2018 chiesero di poterlo rimuovere dal loro monte ingaggi; il 22 dicembre 2018 la richiesta della società del Wisconsin venne accolta e il contratto di Teletović fu cancellato dal salary cap, ma comunque lo stipendio gli verrà garantito tramite stretch provision.

### Nazionale
Dal 2003 al 2018 ha militato nella nazionale bosniaca di cui è stato un pilastro; con questa ha disputato 4 europei (2003, 2005, 2011 e 2013).

## Vita privata
Nel 2008 si sposò con Maja da cui successivamente ebbe 4 figli.

## Dopo il ritiro
Il 27 settembre 2018, stesso giorno in cui si ritirò dalla carriera professionistica, diventò il nuovo presidente della federazione cestistica della Bosnia ed Erzegovina. Nel 2021 torna in campo nella seconda divisione bosniaca con il KK Turbina.

## Statistiche

### NBA

#### Regular Season
| Anno      | Squadra         | PG  | PT | MP   | TC%  | 3P%  | TL%  | RP  | AP  | PRP | SP  | PP   |
| --------- | --------------- | --- | -- | ---- | ---- | ---- | ---- | --- | --- | --- | --- | ---- |
| 2012-2013 | Brooklyn Nets   | 53  | 0  | 9,4  | 38,4 | 34,3 | 81,8 | 1,8 | 0,4 | 0,2 | 0,2 | 3,5  |
| 2013-2014 | Brooklyn Nets   | 72  | 7  | 19,4 | 41,8 | 39,0 | 71,0 | 3,7 | 0,8 | 0,4 | 0,3 | 8,6  |
| 2014-2015 | Brooklyn Nets   | 40  | 4  | 22,3 | 38,2 | 32,1 | 71,7 | 4,9 | 1,2 | 0,4 | 0,4 | 8,5  |
| 2015-2016 | Phoenix Suns    | 79  | 1  | 21,3 | 42,7 | 39,3 | 77,4 | 3,8 | 1,1 | 0,4 | 0,3 | 12,2 |
| 2016-2017 | Milwaukee Bucks | 70  | 2  | 16,2 | 37,3 | 34,1 | 77,8 | 2,3 | 0,7 | 0,2 | 0,2 | 6,4  |
| 2017-2018 | Milwaukee Bucks | 10  | 0  | 15,9 | 43,9 | 46,7 | -    | 2,3 | 1,0 | 0,4 | 0,1 | 7,1  |
| Carriera  | Carriera        | 324 | 14 | 17,8 | 40,6 | 37,1 | 75,5 | 3,2 | 0,8 | 0,3 | 0,3 | 8,1  |

#### Playoffs
| Anno     | Squadra         | PG | PT | MP   | TC%  | 3P%  | TL%  | RP  | AP  | PRP | SP  | PP  |
| -------- | --------------- | -- | -- | ---- | ---- | ---- | ---- | --- | --- | --- | --- | --- |
| 2013     | Brooklyn Nets   | 1  | 0  | 1,0  | 0,0  | 0,0  | -    | 0,0 | 0,0 | 0,0 | 0,0 | 0,0 |
| 2014     | Brooklyn Nets   | 12 | 0  | 18,3 | 43,9 | 33,9 | 66,7 | 3,3 | 0,3 | 0,4 | 0,2 | 8,3 |
| 2015     | Brooklyn Nets   | 3  | 0  | 5,3  | 0,0  | 0,0  | -    | 1,3 | 0,0 | 0,3 | 0,0 | 0,0 |
| 2017     | Milwaukee Bucks | 3  | 0  | 9,0  | 16,7 | 25,0 | -    | 1,0 | 0,0 | 0,3 | 0,0 | 1,0 |
| Carriera | Carriera        | 19 | 0  | 13,9 | 39,8 | 31,3 | 66,7 | 2,5 | 0,2 | 0,4 | 0,1 | 5,4 |

#### Massimi in carriera
- Punti: 34 vs Dallas Mavericks (25 gennaio 2014)[60]
- Rimbalzi: 15 vs San Antonio Spurs (4 dicembre 2014)
- Assist: 4 (4 volte)
- Palle rubate: 3 vs Philadelphia 76ers (27 novembre 2014)
- Stoppate: 3 vs Miami Heat (13 marzo 2014)

### Eurolega
| Anno      | Squadra        | PG  | PT | MP   | TC%  | 3P%  | TL%  | RP  | AP  | PRP | SP  | PP   |
| --------- | -------------- | --- | -- | ---- | ---- | ---- | ---- | --- | --- | --- | --- | ---- |
| 2006-2007 | Saski Baskonia | 24  | 6  | 15,1 | 37,4 | 32,8 | 79,2 | 2,8 | 0,6 | 0,5 | 0,3 | 5,3  |
| 2007-2008 | Saski Baskonia | 25  | 24 | 27,2 | 48,5 | 43,3 | 69,2 | 4,4 | 0,4 | 0,5 | 0,5 | 10,5 |
| 2008-2009 | Saski Baskonia | 21  | 6  | 26,3 | 53,5 | 42,1 | 75,0 | 3,7 | 0,6 | 0,4 | 0,3 | 13,0 |
| 2009-2010 | Saski Baskonia | 20  | 18 | 30,1 | 45,0 | 43,6 | 73,7 | 4,5 | 1,1 | 0,5 | 0,2 | 14,8 |
| 2010-2011 | Saski Baskonia | 20  | 17 | 34,1 | 41,2 | 36,0 | 67,9 | 5,5 | 0,8 | 0,6 | 0,5 | 15,4 |
| 2011-2012 | Saski Baskonia | 10  | 10 | 34,4 | 43,7 | 43,1 | 70,0 | 6,0 | 1,2 | 0,5 | 1,0 | 21,7 |
| Carriera  | Carriera       | 120 | 81 | 26,8 | 45,1 | 40,5 | 71,8 | 4,3 | 0,7 | 0,6 | 0,5 | 12,4 |

## Palmarès

### Club
- Campionato belga: 1

Ostenda: 2005-06
- Campionato spagnolo: 2

Saski Baskonia: 2007-08, 2009-10
- Supercoppa spagnola: 3

Saski Baskonia: 2006, 2007, 2008
- Copa del Rey: 1

Saski Baskonia: 2009

### Individuale
- MVP Copa del Rey: 1

Saski Baskonia: 2009